# L'étoile mystérieuse
L'étoile mystérieuse è un cortometraggio del 1903 diretto da Lucien Nonguet e Ferdinand Zecca. Secondo episodio del film La Vie et la Passion de Jésus-Christ (1903), che è composto da 27 episodi.

## Trama
I tre saggi dell'oriente, di cui gli è stata predetta la nascita di Gesù, vanno verso Betlemme per la ricerca, seguiti dai servi, cammelli, asini, pecore, ecc.